# Amtsgericht Hermeskeil

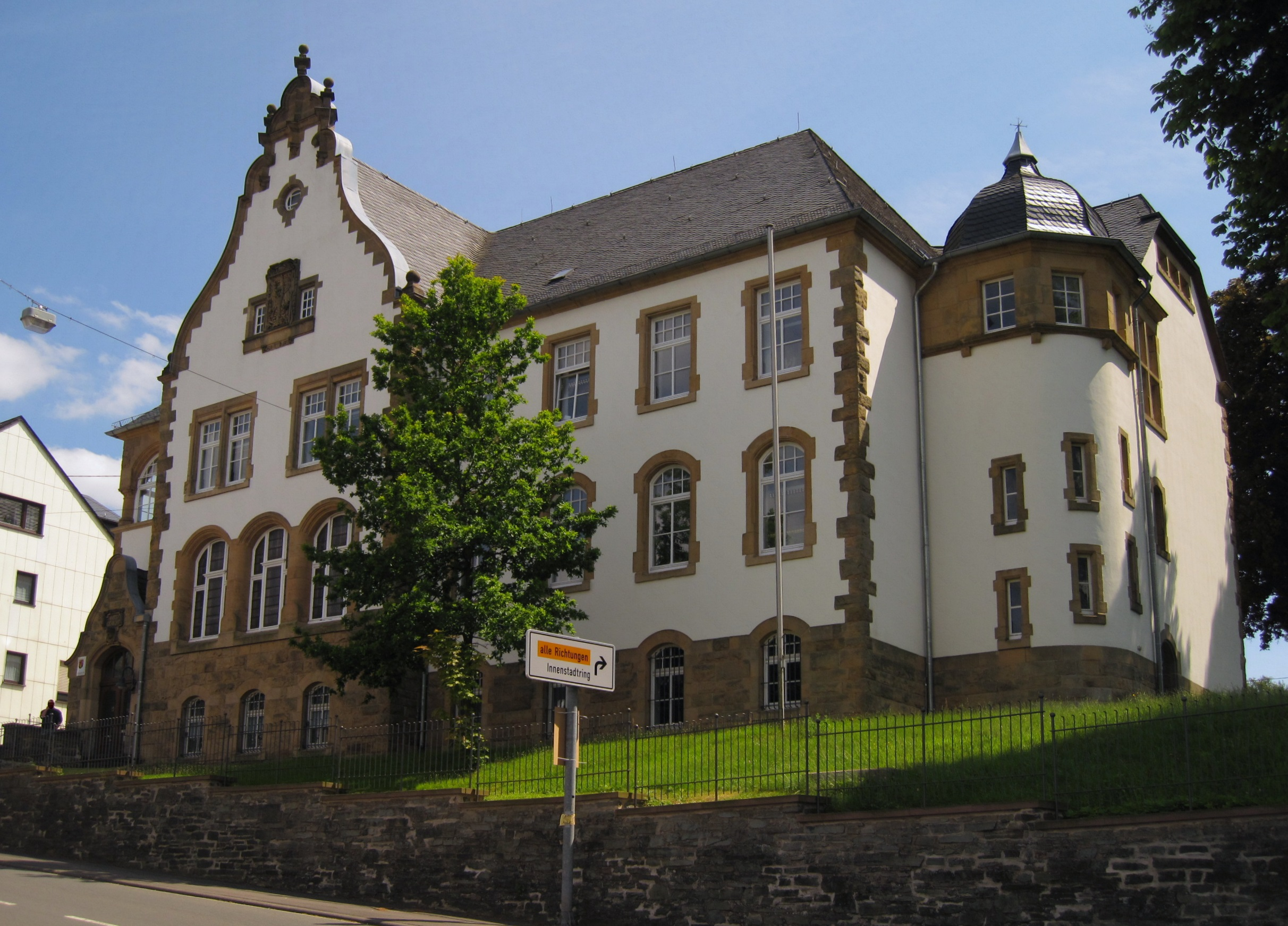
Gerichtsgebäude

Das Amtsgericht Hermeskeil ist ein Gericht der ordentlichen Gerichtsbarkeit und eines von acht Amtsgerichten im Bezirk des Landgerichts Trier. Der Beschäftigtenzahl nach ist es das kleinste Amtsgericht in Rheinland-Pfalz.

## Gerichtssitz und -bezirk
Das Gericht hat seinen Sitz in Hermeskeil im Landkreis Trier-Saarburg. Der 450 km² große Gerichtsbezirk erstreckt sich auf das Gebiet der Verbandsgemeinde Hermeskeil und der ehemaligen Verbandsgemeinde Kell am See (heute Teil der Verbandsgemeinde Saarburg-Kell) im Landkreis Trier-Saarburg sowie das Gebiet der Verbandsgemeinde Thalfang am Erbeskopf im Landkreis Bernkastel-Wittlich. In ihm leben rund 35.000 Menschen. 
Insolvenz-, Zwangsversteigerungs- und Zwangsverwaltungssachen aus dem Bezirk des Amtsgerichts Hermeskeil werden beim Amtsgericht Trier bearbeitet. Für Mahnverfahren ist das Amtsgericht Mayen als Zentrales Mahngericht zuständig.

## Gebäude

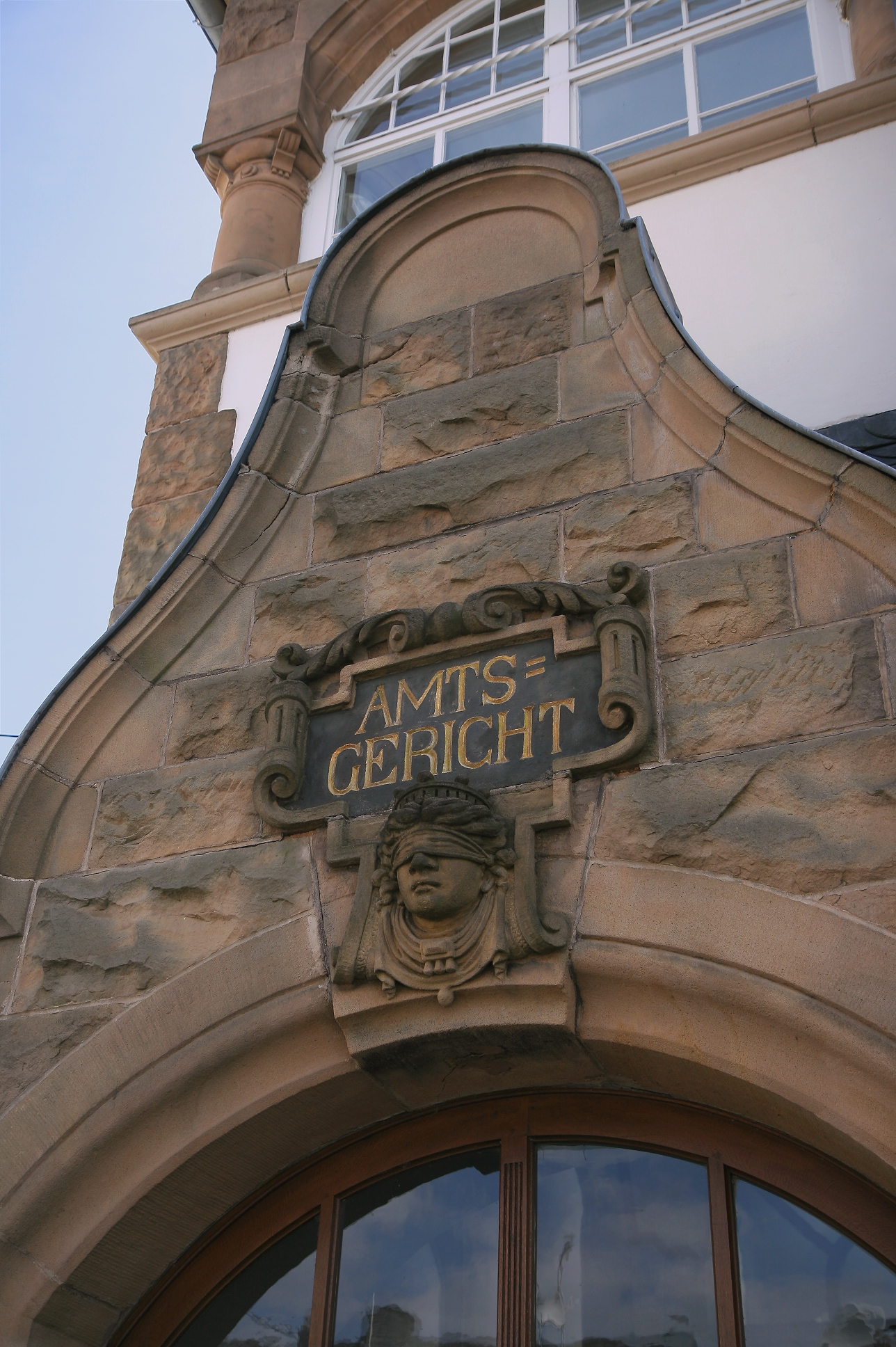
Fassadendetail

Das Gericht war zunächst in angemieteten Räumen untergebracht. Um 1892 zog es in das Obergeschoss des neuen Rathauses von Hermeskeil. 1907/08 wurde für das Amtsgericht Hermeskeil der Neubau Trierer Straße 43 errichtet, der noch heute äußerlich fast unverändert besteht.

## Geschichte
Das Friedensgericht in Reinsfeld kann als Vorgänger des Amtsgerichts Hermeskeil angesehen werden. Das Friedensgericht wurde 1814 nach Hermeskeil verlegt. Mit dem Inkrafttreten des Gerichtsverfassungsgesetzes im Jahre 1879 trat an dessen Stelle das Amtsgericht Hermeskeil.

## Übergeordnete Gerichte
Dem Amtsgericht Hermeskeil ist das Landgericht Trier übergeordnet. Zuständiges Oberlandesgericht ist das Oberlandesgericht Koblenz.